# 김여희
김여희(1988년 10월 4일 ~ )는 대한민국의 가수이다.

## 음악 활동
- 2012년 5월 30일 Natural Note
- 2011년 12월 15일 December
- 2011년 8월 25일 반쪽
- 2010년 12월 1일 D`Light Part X-mas (Love Again)
- 2010년 11월 3일 Beautiful Day (Digital Single)
- 2010년 5월 27일 나의 노래

### 참여 앨범
- 2010년 11월 4일 정글피쉬 시즌2 - 슬픈예감